# Municipio de Pleasant (condado de Knox)
El municipio de Pleasant (en inglés: Pleasant Township) es un municipio ubicado en el condado de Knox en el estado estadounidense de Ohio. En el año 2010 tenía una población de 1606 habitantes y una densidad poblacional de 34,42 personas por km².

## Geografía
El municipio de Pleasant se encuentra ubicado en las coordenadas 40°20′25″N 82°24′47″O / 40.34028, -82.41306. Según la Oficina del Censo de los Estados Unidos, el municipio tiene una superficie total de 46.66 km², de la cual 46,48 km² corresponden a tierra firme y (0,37 %) 0,17 km² es agua.

## Demografía
Según el censo de 2010, había 1606 personas residiendo en el municipio de Pleasant. La densidad de población era de 34,42 hab./km². De los 1606 habitantes, el municipio de Pleasant estaba compuesto por el 97,7 % blancos, el 0,19 % eran afroamericanos, el 0,06 % eran amerindios, el 0,37 % eran asiáticos, el 0,68 % eran de otras razas y el 1 % eran de una mezcla de razas. Del total de la población el 1,31 % eran hispanos o latinos de cualquier raza.